# FH-227 (航空機)

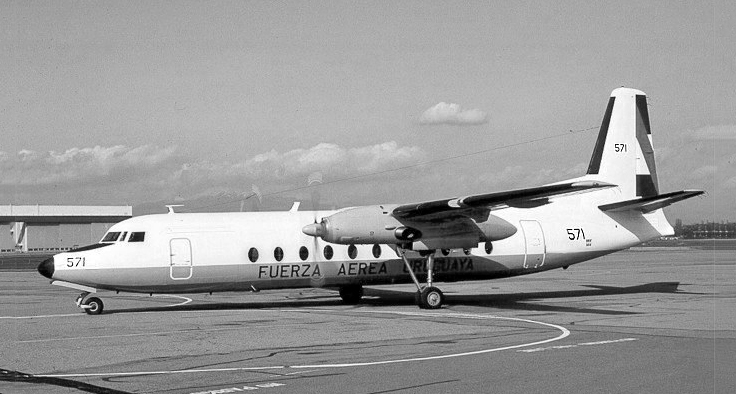
ウルグアイ空軍のフェアチャイルドFH-227

FH-227（英語：Fairchild Hiller FH-227）とはオランダで生産されていたフォッカー F27双発ターボプロップ旅客機をアメリカ合衆国のフェアチャイルドがライセンス契約し1958年から生産が開始されたフェアチャイルドF-27を基にして同社が独自に改良した旅客機である。

## 概要

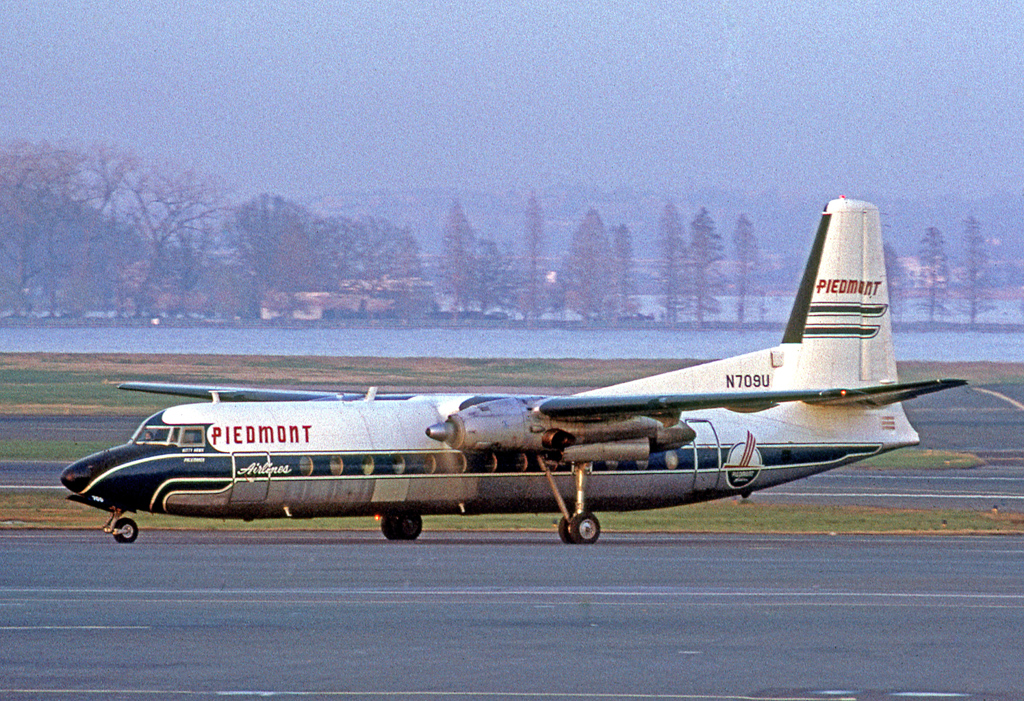
1972年に撮影されたピードモント航空のフェアチャイルド FH-227

フェアチャイルドによるライセンス生産のもとになったF27フレンドシップは、第二次世界大戦後に大量に導入されたダグラス DC-3の買換え需要を見越して生産されたターボプロップ双発機のなかでも最も成功した機体であった。
フェアチャイルドはフレンドシップ原型機が初飛行した1957年にフォッカーとの間でアメリカ合衆国でライセンス生産を行う契約を締結した。フェアチャイルド組立のF-27フレンドシップは1958年9月に初飛行したが、路線就航はフォッカー製造機より早かった。また機体もフォッカーのフレンドシップ初期生産型と異なっており、機首部分が長かった。またフェアチャイルドは機体全長を延長し、搭乗定員を増加した派生型FH-227を開発した。1973年までにF-27とFH-227は合計206機がアメリカで製造された。
フェアチャイルドではF-27をアメリカ空海軍向けにC-138として売り込んでいたが採用されなかった。しかし後にアメリカ海軍が中古のF-27A 1機を80年頃から96年までパタクセント・リバー基地を拠点に運用した。この機体に国防省による制式な名称はないが非公式にUC-27と呼ばれる。またウルグアイ、ペルー、ミャンマーなどの空軍もFH-227を運用した。
FH-227は1972年10月13日にアンデス山脈で発生した悲劇的な事故（ウルグアイ空軍機571便遭難事故）でも知られる。

## スペック（FH-227E）
- 乗員: 2
- 乗客: 52（座席ピッチ79cmの場合）
- 全長: 25.50m
- 全幅: 29.00m
- 高さ: 8.41m
- 翼面積: 70.0m2
- 機体重量: 10,398kg
- Loaded: lb ( kg)
- 最大離陸重量: 20,600kg
- エンジン: ロールス・ロイス ダート Mk5327Ls ターボプロップ双発 2,300shp (1,715kW) each